# Torre del Secondo Policlinico di Napoli
La Torre del Secondo Policlinico è un grattacielo di Napoli ubicato sulla collina dei Camaldoli. Comunemente è detta Torre Biologica, per la presenza, al suo interno, di vari dipartimenti di Biologia, sia Molecolare che cellulare.
Progettata tra il 1963 e il 1971 da un gruppo guidato dall'architetto partenopeo Carlo Cocchia, l'edificio si presenta come un alto parallelepipedo nero composto da pareti a facciata continua nel quale s'innestano le finestre; le strisce rosse sulla facciata sono motivi ornamentali.
La struttura, interamente in calcestruzzo armato, è alta 74 metri e conta 21 piani. Al suo interno vi sono principalmente dipartimenti di Biologia cellulare e molecolare, Fisiologia, Farmacologia, Igiene, Anatomia umana. Al suo interno sono esposti vari esemplari di microscopi elettronici ed attrezzature di laboratorio in disuso perché obsolete.
Per salire ai vari piani vi sono dei vani scale, uno dei quali ospita due ascensori, mentre l'altro un montacarichi.